# Гідравлічний пересувач
Гідравлічний пересувач (рос.гидравлический передвижчик, англ. hydraulic pan mover; нім. hydraulischer Verschiebunger m, hydraulischer Ausbaurücker m) — у гірничій справі — обладнання, що призначене для пересування вибійних конвеєрів до вибою в міру його посування, підтягування упорних приладів гідродомкратів, а також підйому ставу конвеєра з боку виробленого простору для огляду й ремонту нижньої гілки тягового органу конвеєра при вузькозахватному вийманні вугілля.